# Stefanie Böhler
Stefanie Böhler (* 27. Februar 1981 in Bad Säckingen) ist eine ehemalige deutsche Skilangläuferin. Sie ist Sportsoldatin bei der Bundeswehr.

## Werdegang
Stefanie Böhler gewann bei den Junioren-Weltmeisterschaften 1999 und 2001 jeweils Silber in der Staffel. 1999 wurde sie zudem 24. über 15 Kilometer in der freien Technik. Bei den Junioren-Weltmeisterschaften 2000 belegte sie mit der Staffel den Vierten, im Sprint den 18. und über 15 Kilometer in der klassischen Technik den 23. Rang. 2001 erreichte sie neben der Staffelmedaille mit Platz neun im Sprint und Platz sieben über 15 Kilometer in der freien Technik zwei weitere Top-Ten-Platzierungen. Bei den Nordischen Skiweltmeisterschaften 2005 wurde sie mit ihren Mannschaftskolleginnen Vierte, ein Jahr später bei den Olympischen Spielen 2006 in Turin konnte sie in der Staffel die Silbermedaille erringen. Im März 2006 konnte sich Böhler bei den Deutschen Meisterschaften in Balderschwang im Klassikwettkampf den Titel der Deutschen Meisterin sichern. Bei den Weltmeisterschaften 2007 in Sapporo gewann sie mit der deutschen Staffel die Silbermedaille über 4 × 5 km. Bei den Olympischen Winterspielen 2014 in Sotschi erreichte sie über 10 Kilometer im klassischen Stil den sechsten Platz, im Teamsprint wurde sie zusammen mit Denise Herrmann Vierte und errang mit der Staffel die Bronzemedaille. Dafür wurde sie am 8. Mai 2014 von Bundespräsident Joachim Gauck mit dem Silbernen Lorbeerblatt ausgezeichnet. Im Jahr 2014 wurde sie in Oberstdorf zweifache deutsche Meisterin, über 15 km Freistil und im Teamsprint mit Sandra Ringwald. Am 25. November 2017 startete sie zum 322. Mal im Weltcup und stellte damit einen neuen Weltrekord auf.
Stefanie Böhler ist Absolventin des Skiinternats Furtwangen und startet für ihren Heimatverein SC Ibach.
Am 16. April 2012 wurde ein bösartiger Tumor in ihrer Schilddrüse entdeckt, woraufhin diese nach zwei Operationen komplett entfernt wurde.
Ihre jüngere Schwester Barbara Böhler ist im alpinen Wintersport tätig. Bei den Deutschen Meisterschaften der Special Olympics in Garmisch-Partenkirchen gewann sie im Januar 2013 Gold im Riesenslalom sowie Silber im Slalom. Bei den Special Olympics World Games 2013 in Pyeongchang (Südkorea) holte sie die Goldmedaille im Riesenslalom.
Nach achtzehn Jahren Leistungssport beendete Böhler im März 2019 ihre Karriere.

## Erfolge

### Weltcupsiege im Team
| Nr. | Datum             | Ort       | Disziplin             |
| --- | ----------------- | --------- | --------------------- |
| 1.  | 17. Dezember 2006 | La Clusaz | 4 × 5 km Staffel 1    |
| 2.  | 25. März 2007     | Falun     | 4 × 5 km Staffel 1    |
| 3.  | 24. Januar 2010   | Rybinsk   | Teamsprint Freistil 2 |

### Siege bei Continental-Cup-Rennen
| Nr. | Datum             | Ort                  | Disziplin                   | Serie           |
| --- | ----------------- | -------------------- | --------------------------- | --------------- |
| 1.  | 21. Dezember 2002 | Val Formazza         | 10 km klassisch Massenstart | Continental Cup |
| 2.  | 14. Februar 2009  | Zwiesel              | 10 km klassisch             | Alpencup        |
| 3.  | 24. Februar 2013  | Hirschau             | 15 km klassisch Massenstart | Alpencup        |
| 4.  | 9. März 2013      | Madonna di Campiglio | 5 km klassisch              | Alpencup        |
| 5.  | 21. Dezember 2013 | Gressoney            | 10 km klassisch             | Alpencup        |

## Teilnahmen an Weltmeisterschaften und Olympischen Winterspielen

### Olympische Spiele
- 2006 Turin: 2. Platz Staffel, 20. Platz Sprint Freistil, 28. Platz 15 km Skiathlon, 38. Platz 10 km klassisch
- 2010 Vancouver: 17. Platz 30 km klassisch Massenstart, 23. Platz 10 km Freistil, 35. Platz 15 km Skiathlon
- 2014 Sotschi: 3. Platz Staffel, 4. Platz Teamsprint klassisch, 6. Platz 10 km klassisch, 35. Platz 15 km Skiathlon
- 2018 Pyeongchang: 6. Platz Staffel, 16. Platz 30 km klassisch Massenstart, 25. Platz 10 km Freistil, 25. Platz 15 km Skiathlon

### Nordische Skiweltmeisterschaften
- 2003 Val di Fiemme: 10. Platz Sprint Freistil, 29. Platz 30 km Freistil, 31. Platz 2 × 5 km Skiathlon
- 2005 Oberstdorf: 4. Platz Staffel, 18. Platz Sprint klassisch, 24. Platz 10 km Freistil, 27. Platz 30 km klassisch Massenstart
- 2007 Sapporo: 2. Platz Staffel, 27. Platz 10 km Freistil, 29. Platz Sprint klassisch
- 2009 Liberec: 32. Platz 10 km klassisch
- 2011 Oslo: 5. Platz Staffel, 7. Platz Teamsprint klassisch, 40. Platz 15 km Skiathlon
- 2015 Falun: 6. Platz Staffel, 6. Platz 30 km klassisch Massenstart, 18. Platz 15 km Skiathlon, 43. Platz 10 km Freistil
- 2017 Lahti: 6. Platz Staffel, 6. Platz Teamsprint klassisch, 10. Platz 10 km klassisch, 12. Platz 30 km Freistil Massenstart

## Platzierungen im Weltcup

### Weltcup-Statistik
Die Tabelle zeigt die erreichten Platzierungen im Einzelnen.
- 1.–3. Platz: Anzahl der Podiumsplatzierungen
- Top 10: Anzahl der Platzierungen unter den ersten zehn
- Punkteränge: Anzahl der Platzierungen innerhalb der Punkteränge
- Starts: Anzahl gelaufener Rennen in der jeweiligen Disziplin
- Hinweis: Bei den Distanzrennen erfolgt die Einordnung gemäß FIS.

| Platzierung               | Distanzrennen a | Distanzrennen a | Distanzrennen a | Distanzrennen a | Distanzrennen a | Skiathlon Verfolgung | Sprint | Etappen- rennen b | Gesamt | Team c | Team c  |
| Platzierung               | ≤ 5 km          | ≤ 10 km         | ≤ 15 km         | ≤ 30 km         | > 30 km         | Skiathlon Verfolgung | Sprint | Etappen- rennen b | Gesamt | Sprint | Staffel |
| ------------------------- | --------------- | --------------- | --------------- | --------------- | --------------- | -------------------- | ------ | ----------------- | ------ | ------ | ------- |
| 1. Platz                  |                 |                 |                 |                 |                 |                      |        |                   |        | 1      | 2       |
| 2. Platz                  |                 |                 |                 |                 |                 |                      |        |                   |        | 2      | 7       |
| 3. Platz                  |                 | 2               |                 |                 |                 |                      |        |                   | 2      | 2      | 2       |
| Top 10                    | 6               | 9               | 1               | 1               |                 | 12                   | 5      | 1                 | 35     | 15     | 26      |
| Punkteränge               | 22              | 61              | 9               | 9               |                 | 51                   | 73     | 18                | 243    | 16     | 26      |
| Starts                    | 28              | 97              | 16              | 12              |                 | 75                   | 115    | 23                | 366    | 16     | 26      |
| Stand: Saisonende 2017/18 |                 |                 |                 |                 |                 |                      |        |                   |        |        |         |

### Weltcup-Gesamtplatzierungen
| Saison  | Gesamt | Gesamt | Distanz | Distanz | Sprint | Sprint |
| Saison  | Punkte | Platz  | Punkte  | Platz   | Punkte | Platz  |
| ------- | ------ | ------ | ------- | ------- | ------ | ------ |
| 2001/02 | 14     | 75.    | -       | -       | 14     | 49.    |
| 2002/03 | 99     | 40.    | -       | -       | 89     | 24.    |
| 2003/04 | 118    | 41.    | 60      | 39.     | 58     | 33.    |
| 2004/05 | 140    | 31.    | 58      | 36.     | 86     | 24.    |
| 2005/06 | 212    | 27.    | 137     | 27.     | 75     | 28.    |
| 2006/07 | 213    | 25.    | 82      | 26.     | 102    | 19.    |
| 2007/08 | 296    | 25.    | 136     | 25.     | 128    | 21.    |
| 2008/09 | 510    | 14.    | 313     | 15.     | 97     | 26.    |
| 2009/10 | 183    | 45.    | 103     | 32.     | 80     | 33.    |
| 2010/11 | 127    | 45.    | 70      | 33.     | 53     | 39.    |
| 2011/12 | 170    | 43.    | 156     | 24.     | 8      | 65.    |
| 2012/13 | 31     | 80.    | 19      | 66.     | -      | -      |
| 2013/14 | 204    | 31.    | 127     | 23.     | 29     | 58.    |
| 2014/15 | 480    | 11.    | 324     | 11.     | 28     | 47.    |
| 2015/16 | 465    | 21.    | 308     | 17.     | 21     | 49.    |
| 2016/17 | 328    | 22.    | 214     | 20.     | 6      | 74.    |
| 2017/18 | 285    | 25.    | 174     | 17.     | 3      | 71.    |